# 凱思林·辛
凱思林·辛（Kathleen Dowling Singh，1946年11月13日—2017年10月1日），個人心理學家、臨終關懷工作者，社工.

## 經歷
凱思林·辛曾是公共廣播電視公司的節目顧問，參與作品如〈Taking A Spiritual Inventory〉。
在Institute慈心禪工作坊（Metta Institute）（页面存档备份，存于）擔任客座教授。
在美國各地演講關於生死學、臨終關懷等議題。

## 中文出版書籍
- 《好走》（The Grace in Dying），2010年，繁體中文版由心靈工坊出版，ISBN 978-986-757-448-0
- 《當我老去》（The Grace in Aging），2015年，繁體中文版由心靈工坊出版，ISBN 978-986-357-048-6